# N690 (België)
De N690 is een gewestweg in de Belgische provincie Luik. De weg verbindt de N666 in Pepinster met de N62 in Theux. De route heeft een lengte van ongeveer 4,5 kilometer.
De N690 volgt de rivier de Hoëgne.

## Plaatsen langs de N690
- Pepinster
- Juslenville
- Theux